# 滑雪场站
滑雪场站位于吉林省长春市南关区，是长春轨道交通三号线车站。

## 车站结构
车站形式为侧式一层车站，站厅与站台同层。
| 月台   | 路线  | 行驶方向                       |
| 地面層 |       |                                |
| ------ | ----- | ------------------------------ |
| 东側   | 3号线 | 长春站・卫星广场・职业学院方向 |
| 西側   | 3号线 | 长影世纪城方向                 |

### 车站楼层
| 地面层 | 站厅                       | 客服中心                                 |
| 地面层 | 侧式站台，右侧车门将会开启 |                                          |
| 地面层 | 轨道                       | ←3号线列車往宝相街（长春站方向）         |
| 地面层 | 轨道                       | 3号线列車往长影世纪城（长影世纪城方向）→ |
| 地面层 | 侧式站台，右侧车门将会开启 |                                          |

### 车站出入口
车站设置1个出入口，位于长清公路西侧，柳莺东路北侧。
|          |      |                       |                              |  |
| 出口编号 | 照片 | 出口指示              | 建议前往的目的地             |  |
| 出口 · A |      | 长清公路西 柳莺东路北 | 净月潭公园西门、净月潭滑雪场 |  |

## 公交换乘
- A口：102路

## 历史
- 2006年12月26日 - 3号线二期开通运营。
- 2021年4月15日 - 因施工暂时关闭。
- 2021年7月1日 - 重新开放。